# キャラメル・マキアート

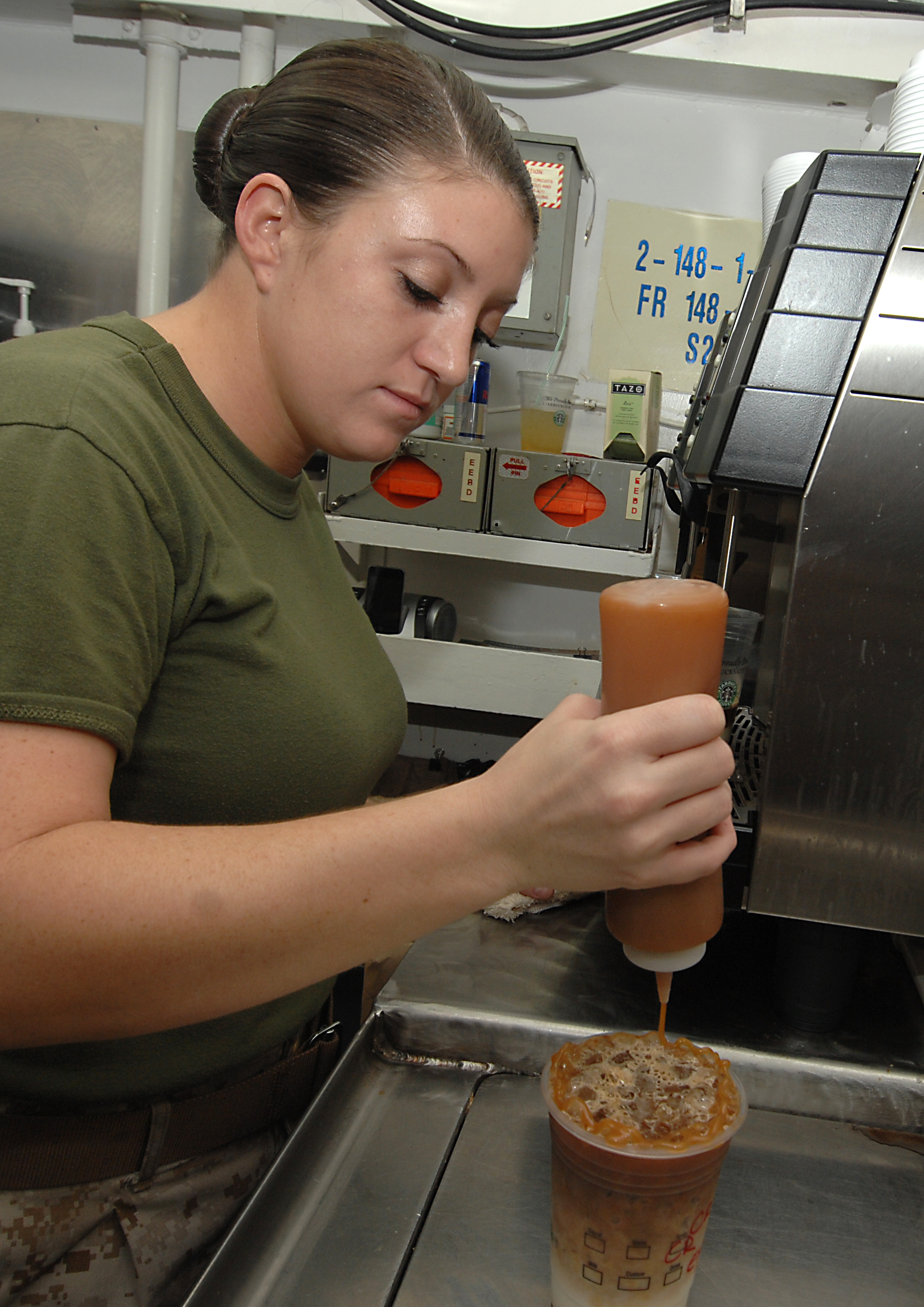
女性兵士が作っている写真

キャラメル・マキアートは、カフェ・ラッテをキャラメル味のシロップで味付けした飲み物。
スターバックスのキャラメル・マキアートは、ヨーロッパのいわゆる「マッキアート」（＝イタリア語で「染みのついた」の意で、エスプレッソにスプーン一杯のミルクを加えたもの）ではなく、カフェ・ラッテに「バニラシロップ」を加えて上から「キャラメルソース」を回しかけた飲み物である。
使われるシロップは、当初ヨーロッパでカクテルやソーダなどの冷たい飲み物に入れるために開発されたものであるが、シアトル系コーヒーを基本に温かい飲み物用に改良され、現在フレーバータイプ（フレーバード・タイプとも呼ばれる）のカフェ・ラッテに使用されている。
同タイプのシロップ製造元として知られるシアトルの企業「ダ・ヴィンチ グルメ」の製品では70種以上のバリエーションがある。